# Chondrilla nucula
Chondrilla nucula là một loài động vật bọt biển thuộc họ Chondrillidae.
Đây là một loại bọt biển có hình dạng vô định hình. Chúng thường có màu trắng, không tiếp cận được ánh sáng mặt trời và không có khả năng quang hợp. Người ta biết rằng nó bị săn bắt bởi loài đồi mồi Eretmochelys imbricata. 